# Parque Miguel Servet
El parque Miguel Servet de Huesca (Aragón, España) es el mayor parque y uno de los más antiguos de la ciudad. Su construcción se inició en 1928 y cuenta con una gran variedad de plantas, desde las muy comunes hasta otras originarias de China y Japón, como el gingo. También podemos encontrar animales como patos, ocas o cisnes dentro de los estanques. El parque con monumentos conmemorativos, de los que cabe destacar Las Pajaritas, obra de Ramón Acín, que son consideradas el símbolo de la ciudad.

## Historia
Anteriormente a la construcción del parque municipal, se encontraban en esa zona los antiguos jardines de los Lastanosa, familia que poseía un palacio que fue demolido a finales del siglo XIX. El 16 de marzo de 1928 se aprobó la construcción del parque sobre esta zona de la ciudad y el ayuntamiento expropió más de 3,76 hectáreas de huerta y jardín.
El parque Miguel Servet se empezó a construir en el año 1928. Fue diseñado por Antonio Uceda, Bruno Farina y Santos Coarasa y junto a ellos colaboraron el arquitecto José Luis de León y el artista Ramón Acín. El catalán Domingo Vidal, jardinero diplomado, dirigió la construcción floral del parque contando con la ayuda de varios hortelanos.
La inauguración oficial del parque fue en 1930, sin embargo todavía no se había decidido dedicar el parque a Miguel Servet. Fue en el año siguiente, cuando el ayuntamiento aprobó la idea de José Jarné de ponerle al parque el nombre de este teólogo y científico español.
En los años 60, con Emilio Miravé de alcalde y José Antonio Llanas de concejal de Parques y Jardines, se aprobó el proyecto de ampliar el parque hacia el suroeste. Se ocuparon más terrenos de huertas y de esta manera el parque unía la zona de ensanche de Huesca con el centro histórico. Con esta ampliación se crearon nuevos elementos y se añadió más naturaleza. Tras la expansión el parque ocupaba 6,95 hectáreas.

## Puntos de interés

### Las pajaritas
Esta obra fue diseñada en 1928 por Ramón Acín y hoy en día se ha convertido en un símbolo para la ciudad de Huesca. Este monumento artístico está dedicado a la papiroflexia.

### El quiosco de la música
Está situado enfrente de la entrada principal del parque, la de la calle Rioja. Cuando se construyó, esta estructura estaba destina a las actuaciones de la Banda Municipal, pero en la actualidad se usa para diferentes actividades.

### La casita de Blancanieves
Se trata de una reproducción de la casa de los siete enanitos de la película de Blancanieves. Esta parte del parque está destinada a los niños y de vez en cuando se realizan algunas actividades. Al lado de la casita podemos ver un mural cerámico con la imagen de Blancanieves y los enanitos y un medallón con el retrato de Walt Disney realizado por José María Aventín. Junto a éstos, un estanque de nenúfares. Toda esta zona del parque está rodeada de un conjunto de pino carrasco.

### La rosaleda
Es una zona circular al lado de la casa de Blancanieves con varios bancos y una pequeña fuente con una estructura metálica.

### Estatua de los reyes pirenaicos
Esta estatua, situada frente a la entrada del parque de la calle Juan XXIII , se realizó en recuerdo a los reyes de estirpe pirenaica. Es una obra de César Montaña y nos recuerda al estilo de Pablo Gargallo por su composición en metal. Bajo ella hay una estructura rocosa que representa al  Pirineo.

### Zoo
Antiguamente, se encontraban sueltos por el parque los pavos reales.
Actualmente se encuentran dentro de un recinto que se puede visitar con más animales como gallinas y pájaros de distintas especies.

### Estanque
En la otra parte del parque hay un gran estanque con diferentes escalones con hierba donde cuando hace buen tiempo la gente disfruta del día.